# Magnituda (astronomija)
Magnituda (m) zvijezde, planeta ili drugoga nebeskog tijela je mjera njegova sjaja. Razlikuju se prividna, granična i apsolutna magnituda.
Ljestvica kojom se mjeri magnituda potječe iz helenskih vremena kad su se zvijezde vidljive golim okom dijelile u šest magnituda. Najsvjetlije zvijezde bile su prve magnitude (m = +1), a najtamnije šeste magnitude (m = +6), što je granica ljudske moći opažanja (bez pomoći teleskopa). Svaki stupanj magnitude smatrao se dvaput svjetljijim od sljedećeg. Ovaj ponešto grub način označavanja sjaja zvijezda popularizirao je Ptolomej u svom Almagestu, a općenito se smatra da ga je izmislio Hiparh. Ovaj originalan sustav nije mjerio magnitudu Sunca. Kako je osjetljivost oka na svjetlost logaritamska, rezultirajuća ljestvica također je logaritamska.
Norman Robert Pogson je 1856. formalizirao sustav definirajući tipičnu zvijezdu prve magnitude kao zvijezdu koja je stoput svjetlija od tipične zvijezde šeste magnitude; stoga je zvijezda prve magnitude oko 2,512 puta svjetlija od zvijezde druge magnitude. Stotinu puta manje sjajan objekt ima magnitudu otprilike za pet veću; 2,512 puta tamniji objekt ima magnitudu za jedan veću. Taj broj, peti korijen iz 100 (=2,512), poznat je kao Pogsonov omjer.  
Pogsonova ljestvica originalno je fiksirana tako da Sjevernjača ima magnitudu 2. Astronomi su kasnije otkrili da je Sjevernjača blago varijabilna zvijezda pa su najprije prešli na Vegu kao referentnu zvijezdu, da bi danas definirali nultu točku prema čitavom nizu zvijezda. Magnituda ovisi o valnoj duljini svjetlosti.
Moderni sustav više nije ograničen na 6 magnituda. Izuzetno svijetli objekti imaju negativne magnitude. Na primjer, Sirius, najsvjetlija zvijezda neba, ima prividnu magnitudu od -1.44 do -1.46. Teleskopi Hubble i Keck zabilježili su zvijezde s magnitudama od +30.